# Mark Olberding
Mark Allen Olberding (ur. 21 kwietnia 1956 w Melrose) – amerykański koszykarz, występujący na pozycjach niskiego lub silnego skrzydłowego.

## Osiągnięcia
NCAA
- Wybrany do II składu Big 10 (1975)

ABA
- Wybrany do I składu debiutantów ABA (1976)[1]